# NGC 561
NGC 561 é uma galáxia espiral barrada (SBa) localizada na direcção da constelação de Andromeda. Possui uma declinação de +34° 18' 30" e uma ascensão recta de 1 horas, 28 minutos e 18,7 segundos.
A galáxia NGC 561 foi descoberta em 23 de Agosto de 1862 por Heinrich Louis d'Arrest.